# 莱蒙 (热尔省)
莱蒙（法語：Laymont，法語發音：[lɛmɔ̃]）是法国热尔省的一个市镇，属于欧什区。

## 地理
莱蒙（43°25'22"N, 0°59'12"E）面积11.05 平方千米，位于法国奧克西塔尼大區热尔省，该省份为法国西南部内陆省份，北起顺时针与洛特-加龙省、塔恩-加龙省、上加龙省、上比利牛斯省、大西洋比利牛斯省和朗德省接壤。
与莱蒙接壤的市镇（或旧市镇、城区）包括：圣卢布、福尔格、莫内斯、勒潘米尔莱、蒙泰居萨韦斯、蒙珀扎、圣利济耶迪普朗泰。

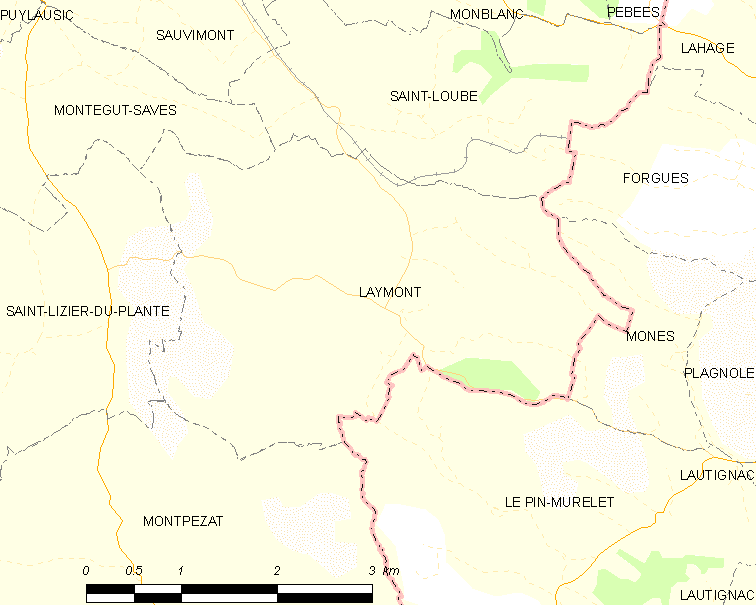
的OSM定位图

莱蒙的时区为UTC+01:00、UTC+02:00（夏令时）。

## 行政
莱蒙的邮政编码为32220，INSEE市镇编码为32206。

## 政治
莱蒙所属的省级选区为萨沃河谷县。

## 人口

1962-2008年间人口变化图示

莱蒙于2022年1月1日时的人口数量为230人。